# Alsodes tumultuosus
Alsodes tumultuosus е вид жаба от семейство Cycloramphidae. Видът е критично застрашен от изчезване.

## Разпространение
Разпространен е в Чили.

## Описание
Популацията на вида е намаляваща.